# Dicranomyia (Dicranomyia) yerrawar
Dicranomyia (Dicranomyia) yerrawar is een tweevleugelige uit de familie steltmuggen (Limoniidae). De soort komt voor in het Australaziatisch gebied.